# 備前インターチェンジ
備前インターチェンジ（びぜんインターチェンジ）は、岡山県備前市八木山の、山陽自動車道上にあるインターチェンジ。
西日本高速道路の関西支社と中国支社の事業境界となっている（備前ICは中国支社の管轄）。

## 歴史
- 1982年（昭和57年）3月30日：龍野西IC - 備前IC間開通に伴い、供用開始[1]。
- 1993年（平成5年）12月16日：備前IC - 岡山IC間開通[2]。

## 接続する道路
- 直接接続
  - 国道2号

- 間接接続
  - 岡山県道260号八木山日生線

ここから岡山ブルーライン経由で瀬戸内市方面へアクセスできる。

## 隣
E2 山陽自動車道
(10)赤穂IC - 福石PA - (11)備前IC - (12)和気IC